# Ветроказ
Ветроказ је инструмент се користи за приказивање правца ветра. Обично се користи као архитектонски украс на највишој тачки зграде.
Иако су делимично функционални, ветрокази су углавном декоративни, често садрже традиционални дизајн петла са словима која означавају тачке компаса. Остали уобичајени мотиви укључују бродове, стреле и коње. Немају сви ветрокази показиваче. Када је ветар довољно јак, врх стреле или петла ће указати на смер из кога ветар дува.

## Историја
Ветроказ је независно измишљен у древној Кини и Грчкој отприлике у исто време током 2. века пре нове ере. Најраније писмено појављивање ветроказа је у старом кинеском тексту Хуаинанзи, око 139. године п.н.е. Кула ветрова на древној грчкој агори у Атини некада је на свом крову носила ветроказ у облику бронзаног Тритона који је у испруженој руци држао штап, ротирајући док је ветар мењао смер. Испод тога био је фриз украшен са осам богова грчких ветрова. Осам метара висока конструкција садржавала је и сунчани часовник, а унутра водени сат. Датира око 50. године п.н.е.
Војни документи из периода Три краљевства Кине (220–280) помињу ветроказ као „пет унци“ (ву лианг, 五兩), назван по тежини материјала. Од 3. века, кинески ветрокази обликовани су као птице и називани "птица која показује ветар" (кианг фенг ву, 相風烏). Санфу хуангту (三輔黃圖), књига из 3. века коју је Миао Чангиан написао о палатама на Чанг'ану, описује ветроказ у облику птице који се налази на крову куле, што је, такође, могао бити анемометар.
Најстарији сачувани ветроказ у облику петла је Gallo di Ramperto, направљен 820. године, а сада се чува у Музеју Санта Ђулије у Бреши, Ломбардија.
Папа Лав IV имао је петла постављеног у старој базилици Светог Петра или старој Константиновој базилици.
Папа Гргур I је рекао да је петао "најприкладнији амблем хришћанства", "амблем светог Петра", што је позивање на Јеванђеље по Луки 22:34 у којој Исус предвиђа да ће га се Петар три пута одрећи пре него што се петао огласи.
Као резултат тога, петао је постепено почео да се користи као ветроказ на црквеним торњевима, а у 9. веку Папа Никола I  наредио је да се та фигура постави на сваком торњу цркве.
Таписерија из Бајеа из 1070-их приказује човека који поставља певца на Вестминстерску опатију.
Једна алтернативна теорија о пореклу ветроказа на црквеним торњевима је да је то био симбол будности клера који позива људе на молитву.
Друга теорија каже да петао није био хришћански симбол  већ сунчев амблем  који потиче од Гота.
Неколико цркава је користило ветроказе у облику амблема својих светаца. Град Лондон има два преживела примерка. Ветроказ Светог Петра над Корнхилом није у облику петла, већ кључа; док је ветроказ Св. Лоренца Јеврија у облику решетке.
Рани ветрокази имали су врло украсне показиваче, али модерни ветрокази обично су једноставне стрелице. У згради Адмиралитета Краљевске морнарице у Лондону - крилца на крову су била механички повезана са великим бројчаником у соби за састанке, тако да су виши официри у сали увек били упознати са смером ветра.
Модерни уређаји комбинују ветроказ са анемометром (уређајем за мерење брзине ветра). Заједничко лоцирање оба инструмента омогућава им употребу исте осе (вертикалне шипке) и пружа координисано очитавање.

## Највећи ветроказ на свету
Према Гинисовој књизи рекорда, највећи светски ветроказ, Тио Пепе реклама, налази се у Херезу, у Шпанији. Град Монтагју, Мичиген, такође тврди да има највећи ветроказ стандардног дизајна, а то је брод и стрела која је висока 48 стопа, а дуга 26 стопа.
Изазивач за титулу највећег светског ветроказа налази се у месту Вајтхорс у Јукону. Ветроказ је Даглас ДЦ-3 повучен из саобраћаја, на окретном носачу. Смештен у Музеју транспорта Јукона поред међународног аеродрома Вајтхорс; пилоти га користе за одређивање правца ветра, туристи га користе као оријентир а мештани уживају у њему. Ветроказу је потребан ветар од само 5 чворова да би се окретао.
Изазивач највиших ветроказа на свету налази се у месту Вестлок, Алберта. Класични ветроказ која досеже до 50 стопа опремљен је трактором из 1942. године. Овај оријентир налази се при Канадском музеју трактора.